# Тульчевська Євгенія
Євге́нія Тульче́вська (нар. 1 січня 1990 року, Дніпропетровськ, УРСР) — українська модель. Міс Україна 2009.

## Біографія
6 вересня 2009 року Тульчевська перемогла на конкурсі Міс Україна 2009, що дозволило їй представити Україну на конкурсі Міс Світу 2009, що проходив у Південній Африці. Станом на 2009 рік Євгенія навчалася в Національному гірничому університеті.